# Валлерстайн, Иммануил
Иммануи́л Мо́рис Валлерста́йн (Уо́ллерстайн, или Уоллерстин, англ. Immanuel Maurice Wallerstein; 28 сентября 1930, Нью-Йорк — 31 августа 2019, там же) — американский социолог, политолог и философ-неомарксист, один из основателей мир-системной теории, один из ведущих представителей современной левой общественной мысли, публичный интеллектуал.

## Биография
Родился в семье еврейских эмигрантов из Австро-Венгрии.
Учился в Колумбийском университете, занимаясь социологией и африканистикой (бакалавр B.A., 1951; магистр, 1954; доктор философии, 1959). Его главным наставником в студенческие годы был, как отмечают, Ч. Райт Миллс.
В 1951—1953 годах служил в армии. Первоначально при поступлении в университет интересовавшись недавно обретшей независимость Индией, Валлерстайн затем переключит свой основной интерес на Африку. В Париже он начнет изучать африканский колониализм под руководством Жоржа Баландье. Впоследствии там же Валлерстайн, как отмечают, из первых рук познакомится с работой школы «Анналов». С 1958 года он опубликовал множество работ во французских журналах, также будет преподать в Париже один семестр ежегодно на протяжении многих лет. Докторскую диссертацию подготовил на основе обширного личного участия в полевых исследованиях в Африке; в 1964 году она будет опубликована под названием «Путь к независимости: Гана и Кот-д’Ивуар». Дружил с глубоко повлиявшим на него Францем Фаноном (впервые встретился с ним в 1960 году в Аккре).
С 1959 по 1971 год преподавал на факультете социологии альма-матер, являлся самым молодым профессором. В начале 1960-х годов советник в администрации Кеннеди, и даже ходили слухи, что он получит назначение госсекретарём США. (Как вспоминал его ученик Г. М. Дерлугьян, Валлерстайн был частью американского истеблишмента до 1968 г.) При исследовательской поддержке Michael Hechter В. начнет изучать развитие Европы раннего Нового времени. 
С 1971 по 1976 год профессор социологии в Университете МакГилл (Монреаль, Канада). Он переберется туда после студенческих протестов 1968 года, в которых принимал участие, пользуясь при этом поддержкой протестующих - что, однако, отзовется ему ослаблением его карьерных перспектив.
С 1976 по 1999 год заслуженный профессор социологии в Университете Бинхэмтона (штат Нью-Йорк, США), также заведовал кафедрой. С 2000 года ведущий исследователь в Йельском университете.
С 1994 по 1998 год председатель Международной социологической ассоциации. В 2000 фестшрифт в его честь опубликовал Journal of World-Systems Research.
Член редакционного совета журналов «Социальная эволюция и история», «Asian Perspective», «Africa today» и др.
В 1964 году женился на Беатрис Фридман; в браке родилась дочь. Его давним другом и коллегой был Terence Hopkins (ум. 1997) - именно ему В. посвятил первый том своей "Мир-системы Модерна" (как и книгу «The Essential Wallerstein», 2000).
Среди отличий: золотая медаль Кондратьева «за выдающийся вклад в развитие общественных наук» (2004).
Почетный доктор Парижского университета (1979).

## Научные интересы, идеи
Как отмечает проф. Уолтер Л. Голдфранк: "Хотя Валлерстайн начал свою карьеру как африканист, став весьма уважаемым в этой области (он был президентом Ассоциации африканских исследований в 1971 году), его нынешняя репутация основана на работе с 1974 года, когда он опубликовал первый том своей «Современной мировой системы»". 
Начиная с 1960-х годов занимался вопросами общей теории социально-экономического развития. Автор мир-системной теории, созданной под влиянием французского историка Фернана Броделя.
Ключевая идея мир-системной теории заключается в том, что искусственная «изоляция историй» национальных государств, их изучение скорее с точки зрения сравнительного анализа как примеров параллельного, но практически самостоятельного развития, а не исследование взаимосвязей и взаимообусловленности, практически исключает правильное понимание хода, а следовательно, и результатов и перспектив такого развития.

Мы говорим здесь не о мировых (или всемирных) системах, экономиках, империях, а о системах, экономиках, империях, которые сами по себе есть мир… …Миросистема представляет собой некое территориально-временное пространство, которое охватывает многие политические и культурные единицы, но в то же время является единым организмом, вся деятельность которого подчинена единым системным правилам.— Валлерстайн И. Миросистемный анализ: Введение
Например, в известном эссе «Существует ли Индия?» (первоначально написанном как приветственное слово Конгрессу индийских социологов) Валлерстайн наглядно показывает, что Индия как суверенное государство сформировалась в рамках современной капиталистической мир-системы как её часть и развитие Индии просто не может быть понято вне исследования её места, роли и судьбы в составе Британской империи, что современное территориальное единство Индии обусловлено вовсе не внутренними процессами, а поражениями Франции в ходе Семилетней войны, а современная единая «история Индии» была сконструирована политическими деятелями, учёными и широкими массами в настоящем и недавнем прошлом как способ легитимизации существующего положения вещей:

Давайте на секунду вообразим, что произошло, если бы в период 1750—1850 годов англичане колонизировали преимущественно территорию старой Империи Великих Моголов, назвав её Хиндустаном, а французы одновременно заняли бы южные (преимущественно населенные дравидами) регионы нынешней Республики Индии, дав им наименование Дравидия. Считали бы мы сегодня после этого, что Мадрас являлся исконной «исторической» частью Индии? Использовали бы мы вообще это слово Индия? Я думаю, что нет. Вместо этого ученые со всего мира, вероятно, строчили бы пухлые тома, доказывающие, что с незапамятных времён Хиндустан и Дравидия были двумя принципиально различными культурами, народами, цивилизациями, нациями или как-то иначе отличались каким-нибудь другим образом.— Валлерстайн И. Существует ли в действительности Индия?
По его мнению, «Ленин для России неизбежно окажется центральной фигурой XX столетия»:

С течением времени в России весьма вероятна политическая реабилитация Ленина. Где-то к 2050 году он вполне может стать главным национальным героем.